# سلسلة جبال المعاضيد
جبال المعاضيد هي إحدى السلاسل الجبلية التابعة لما يسمى بمرتفعات الحضنة، وتقع بين ولايتي المسيلة وبرج بوعريريج، والتي تحوي أيضًا جبال ولاد حناش قرب برج غدير جبال بوطالب وجبل افقان جنوب ولاية سطيف ترتفع جبال المعاضيد في الجزء الواقع في ولاية المسيلة إلى حوالي 1100 متر في موقع قلعة بني حماد اما في الجزء الواقع في ولاية برج بوعريريج فترتفع إلى أكثر من 1886 متر قرب الموقع السياحي عين لولو اين توجد غابات شجر ارز الأطلسي الساحرة النادرة في كل أنحاء شمال أفريقيا مناخ هذه الجبال التي تبقى مكسوة بالثلوج لمدة طويلة بارد لهذا تغيب التجمعات السكانية ابتداء من قرية أولاد عيسى بولاية برج بوعريريج استمدت جبال المعاضيد تسميتها من قبيلة المعاضيد التميمية بعد أن كانت تسمى بتكربوست خلال تواجد قبائل زناتية قبل زحف القبائل المختلفة من الصحراء وحاليا يسكن هذه الجبال خليط من الأمازيغ المستعربين وعرب هلاليين.